# Valdo (nome)
Valdo  è un nome proprio di persona italiano maschile.

## Varianti
- Maschili: Gualdo, Waldo
  - Alterati: Valdino, Waldino
- Femminili: Valda, Walda
  - Alterati: Valdina

### Varianti in altre lingue
- Inglese: Waldo[1]
- Lituano
  - Femminili: Valda[2]
- Tedesco: Waldo[1]

## Origine e diffusione
Deriva dall'ipocoristico di vari nomi di origine germanica contenenti la radice wald, cioè "potere", "governo", fra cui Valdemaro, Gualberto, Gualtiero, Evaldo, Bertoldo e Arnaldo.
Per quanto riguarda l'Inghilterra, durante il Medioevo, dal nome si sviluppò un cognome; il suo uso moderno è generalmente in onore del filosofo e scrittore statunitense Ralph Waldo Emerson, che era a sua volta così chiamato forse in onore di Valdo di Lione, il fondatore del valdismo. Il nome lituano femminile Valda si basa sullo stesso termine, ma è una creazione moderna, in uso solo dal XX secolo.

## Onomastico
L'onomastico si festeggia il 31 gennaio in ricordo di san Valdo, vescovo di Évreux.

## Persone
- Valdo di Lione, religioso francese
- Valdo Filho, calciatore brasiliano

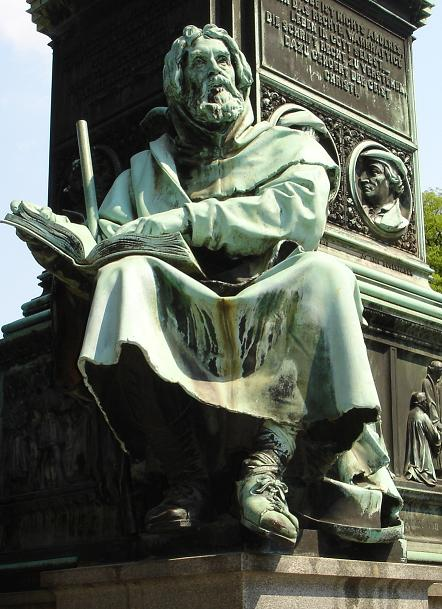
Valdo di Lione

- Valdo Fusi, avvocato, politico e scrittore italiano
- Valdo Magnani, politico italiano
- Valdo Spini, politico e scrittore italiano
- Valdo Vinay, teologo e scrittore italiano

### Variante Waldo

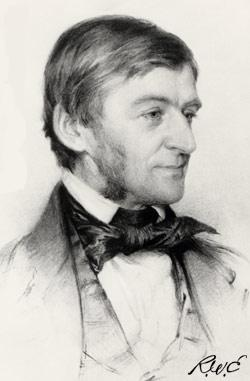
Ralph Waldo Emerson

- Waldo di Reichenau, abate e vescovo franco
- Ralph Waldo Emerson, filosofo, scrittore e saggista statunitense
- Waldo Frank, scrittore statunitense
- Waldo Machado, calciatore brasiliano
- Waldo Ponce, calciatore cileno
- Waldo Salt, sceneggiatore statunitense

## Il nome nelle arti
- Waldo Schaeffer è un personaggio della serie animata Code Lyoko.